# 显脉黄芩
显脉黄芩（学名：Scutellaria reticulata），为唇形科黄芩属下的一个植物种。其种加词“reticuluma”意为“网纹的”。